# Acanthormius royi
Acanthormius royi är en stekelart som beskrevs av Van Achterberg 1995. Acanthormius royi ingår i släktet Acanthormius och familjen bracksteklar. Inga underarter finns listade i Catalogue of Life.